# Ukraïnka (Primórie)
|  | Per a altres significats, vegeu «Ukraïnka». |

Ukraïnka (en rus: Украинка) és un poble del krai de Primórie, a l'Extrem Orient de Rússia, que en el cens del 2010 tenia 127 habitants.